# Sztuka konkretna

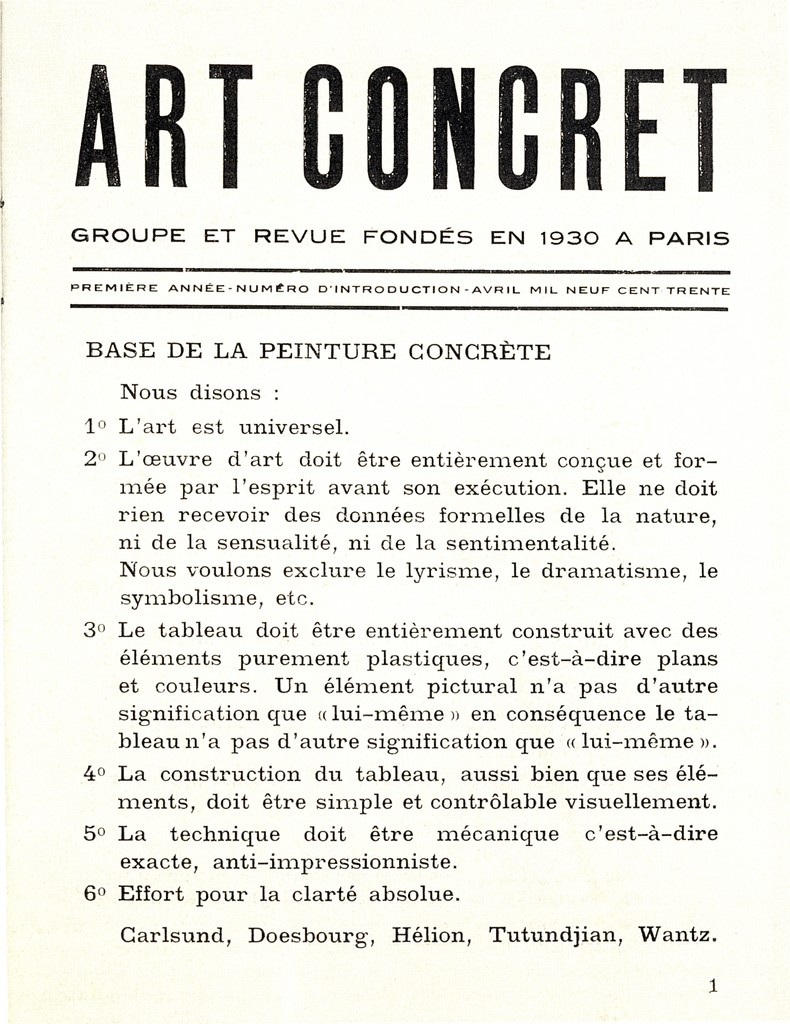
Manifest sztuki konkretnej, 1930

Sztuka konkretna – prąd w sztuce współczesnej. Termin stworzony przez holenderskiego malarza i teoretyka sztuki Theo van Doesburga, który opierał się na teoriach Bauhausu i grupy Stijl. Opublikował on w 1930 roku Manifest sztuki konkretnej. Sztuka konkretna najwyraźniej uwidoczniła się w malarstwie stosującym formy geometryczne oraz obejmującym elementy sztuki abstrakcyjnej i konstruktywizmu. Odrzucała wierne naśladownictwo natury, a także lirykę i symbolizm.

## Ważniejsi przedstawiciele

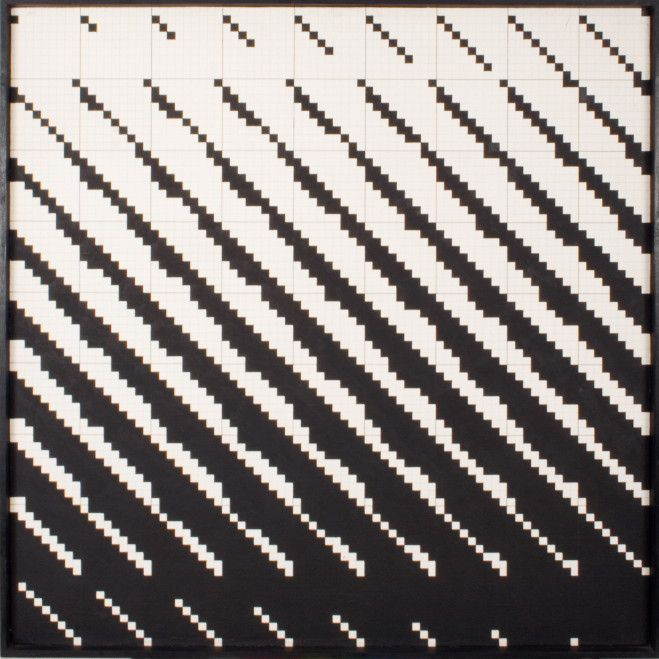
Ryszard Winiarski, Dziesiąta gra 9x9, 1981; kolekcja Zachęty

- Aleksandr Rodczenko
- Andrzej Szewczyk
- Hans Arp
- Jan de Weryha-Wysoczański
- Jarosław Kozłowski
- Jo Niemeyer
- Max Bill
- Mieczysław Knut
- Piet Mondrian
- Ryszard Winiarski
- Theo van Doesburg[1]
- Ulrich Rückriem
- Wiesław Łuczaj